# سام كولومبيا الرحلة 601
رحلة سام كولومبيا 601 كانت طائرة من طراز لوكهيد إل-188 إلكترا تابعة لشركة الطيران سام كولومبيا، وقد تم اختطافها أثناء رحلتها من مطار ألفونسو بونييا أراغون في كالي إلى مطار إنريكي أولايا هيريرا في ميديلين، مع توقف في مطار ماتيكانيا الدولي في بيريرا في 30 مايو 1973. كان هذا من بين أطول حوادث الاختطاف في تاريخ الطيران التجاري. وكان على متن الطائرة 84 راكباً وما لا يقل عن 4 من أفراد الطاقم.
بدأت عملية الاختطاف بعد التوقف في بيريرا بواسطة شخصين من الباراغواي، واللذين زعما في البداية أنهما جزء من جيش التحرير الوطن (ELN). كانا مسلحيْن وقدما عدة مطالب، حيث أرادا التفاوض مع الحكومة الكولومبية لإطلاق سراح جميع الركاب وأفراد الطاقم مقابل المال والإفراج عن أعضاء من جيش التحرير الوطني، ثم الهروب إلى كوبا. لكن بسبب لهجتيهما وتصرفاتهما الغريبة، لم تصدق الحكومة أو الركاب أنهما ينتميان إلى جيش التحرير الوطني، فاضطرا إلى التفاوض مع شركة الطيران سام كولومبيا، التي منحتهم 20 ألف دولار نقدًا. ومع ذلك، انتهى بهم المطاف بالهبوط في أروبا، حيث أطلقا سراح بعض الركاب وأفراد الطاقم هناك، ثم قررا أن وجهتهم التالية ستكون مطار خورخي تشافيز الدولي في ليما؛ لكن عطلًا فنيًا أجبرهم على العودة إلى أروبا، حيث تمكن بعض الركاب من الهروب من باب الطوارئ بسبب غفلة الخاطفين. بعد ذلك، توجها إلى ليما. واصلا التفاوض مع شركة الطيران للحصول على المال، وطيارين جدد، والإفراج عن ركاب، مما قادهم إلى عدة مطارات في جميع أنحاء أمريكا الجنوبية: غواياكيل، مندوزا، بوينس آيرس، ريسيستينسيا وأخيرًا أسونسيون، حيث انتهت عملية الاختطاف بعد 60 ساعة من الطيران.
وكان الخاطفان في الحقيقة لاعبي كرة قدم باراغوانيين لم يحصلا على فرصة في كرة القدم الكولومبية، وهما إوسيبيو بورخا وفرانسيسكو "تورو" سولانو لوبيز. اعترفا لاحقًا للطاقم بأن الدافع الوحيد للاختطاف كان ماليًا، وبعد معرفتهما بذلك، حتى فكرة تحقيق رقم قياسي في الاختطاف لتصبحا مشهورين كانت تدور في أذهانهما. بورخا غادر الطائرة في مطار ريسيستينسيا وهرب من الشرطة ومعه بعض المال - ولم يُرَ مرة أخرى - بينما تم القبض على سولانو لوبيز في مطار سيلفيو بيتيوروسي الدولي بواسطة الشرطة الباراغويانية وتم تسليمه إلى كولومبيا.

## الثقافة الشعبية
في عام 2024، أطلقت شركة الإنتاج الأمريكية نتفليكس مسلسلًا كولومبياً مستوحى من حادثة اختطاف رحلة سام كولومبيا 601، بعنوان اختطاف الرحلة 601. تستند هذه السلسلة إلى تحقيق أجراه الصحفي الإيطالي ماسيمو دي ريتشيو بعنوان "المحكومون في السماء" (بالإسبانية: Los condenados del aire).